# Anna Harrison
Anna Harrison (n. 25 iulie 1775 - d. 25 februarie 1864) a fost soția lui William Henry Harrison, al nouălea președinte al Statelor Unite ale Americii. A fost Prima Doamnă a Statelor Unite ale Americii în 1841.